# Восстание Сягусяина

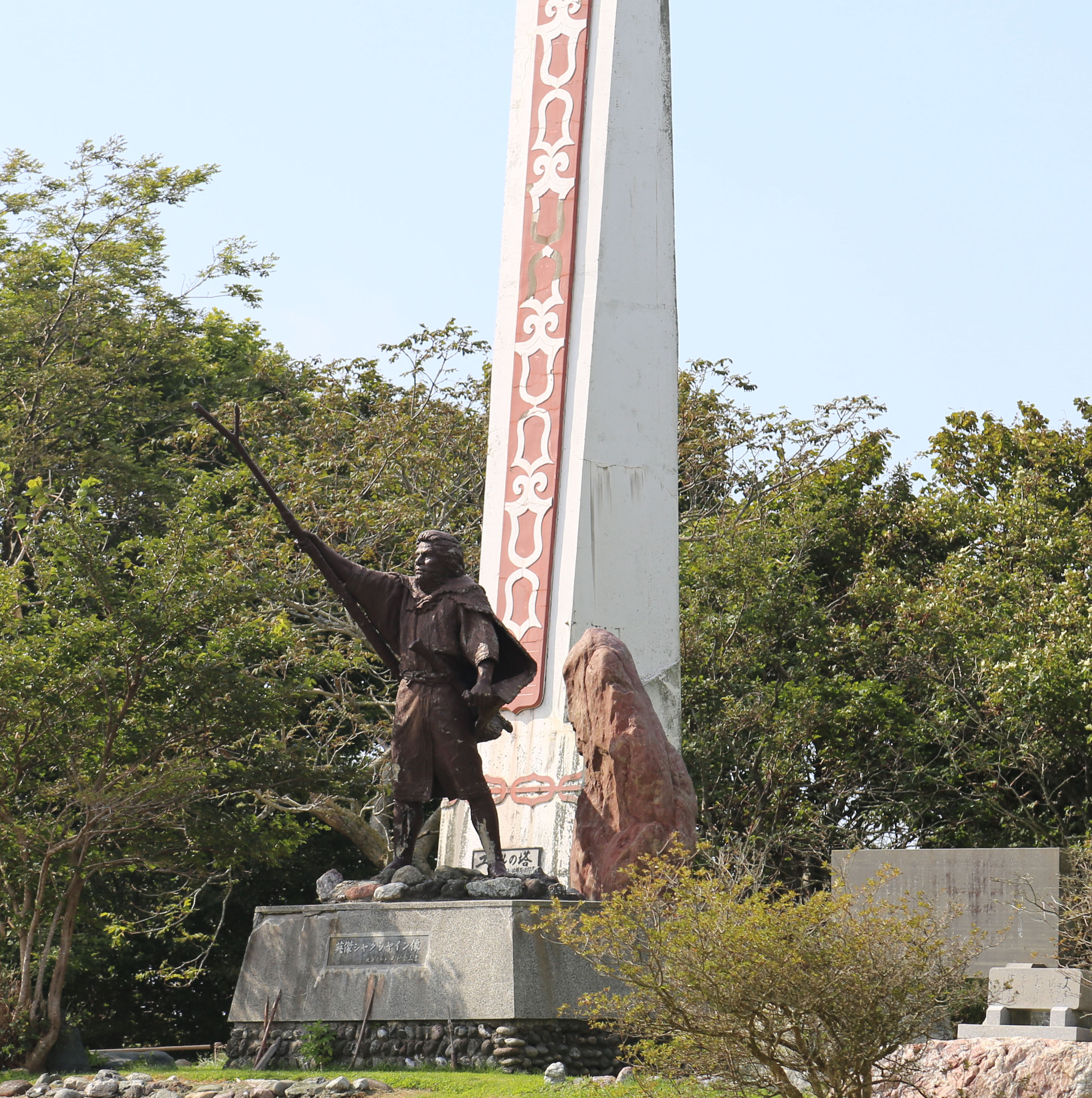
Памятник предводителю восстания Сягусяину в городе Синхидака.

Восста́ние Сягусяи́на — восстание народа айнов, коренных жителей Японии, на японском острове Хоккайдо в 1669—1672 годах против японских государственных и торговых властей, представленных в первую очередь родом Мацумаэ. Восстание было последней крупной попыткой айнов северной части Хоккайдо сохранить свою политическую и экономическую независимость от Японии, хотя последним крупным сражением между японцами и айнами считается восстание на острове Кунашир в 1789 году.
Остров Хоккайдо, за исключением его крайнего севера, был колонизирован японцами уже к концу 1500-х годов, но колонизация проводилась в основном силами клана Мацумаэ, поэтому именно его представители, а не правивший в то время Японии дом Токугава, были реальными правителями этих территорий. В 1604 году Мацумаэ фактически запретили местным айнам вести торговлю с кем-либо, кроме них.
Предтечей восстания стал вооружённый конфликт между айнскими кланами Сибутяри и Хаэ, обитавшими вблизи современного города Синхидака. Этот конфликт начался ещё в 1648 году из-за споров по поводу разграничения охотничьих и рыболовных угодий; в ходе конфликта был убит Камокутаин, вождь клана Сибутяри, после чего этот клан возглавил Сягусяин (по многим свидетельствам, он не принадлежал к айнской родовой аристократии, а был военным лидером, вышедшим из низов). В 1655 году японцы формально урегулировали данный конфликт, но перемирие продлилось лишь до 1666 года, когда столкновения вспыхнули вновь, и в этот раз японцы уже не смогли заставить айнские кланы примириться.
Итог конфликта был неожиданным для японцев: победив в 1668 году враждебный клан Хаэ и убив его вождя Онибиси, Сягусяин в 1669 году выступил против японцев под лозунгом избавления от японского экономического и политического влияния. Сягусяина поддержали несколько айнских кланов южной части Хоккайдо (и даже некоторые японцы, проживавшие на Хоккайдо). Первоначально айнская армия действовала против японцев довольно успешно — в двух сражения воины Сягусяина, как сообщается, уничтожили почти 300 японских солдат. Однако после прибытия крупных сил под командованием Мацумаэ Ясухиро основные силы айнов были разбиты, а Сягусяин был вынужден сдаться. Во время празднования заключения мира в конце 1669 года он, как и другие вожди восстания, был убит японскими солдатами, опьяневшими от выпитого ими сакэ; часть повстанцев продолжала, впрочем, вооружённую борьбу вплоть до 1672 года.
Среди айнов Японии Сягусяин считается национальным героем. В городе Синхидака на южном побережье Хоккайдо (именно в этом районе, в устье реки Сидзунай, располагалось цаси — укреплённое поселение Сягусяина) ему в 1970 году был воздвигнут памятник, у которого айны ежегодно собираются, чтобы почтить память участников восстания. В конце 1990-х гг. на Хоккайдо действовала также джазовая группа «Сягусяин».